# 1938-as Grand Prix-szezon
Az 1938-as Grand Prix-szezon volt a Grand Prix-versenyzés harmincegyedik, az Európa-bajnokság hatodik szezonja. A győztes a német Rudolf Caracciola lett.

## Versenyek

### Európa-bajnokság
| # | Verseny         | Helyszín    | Időpont        | Győztes versenyző       | Győztes konstruktőr | Összefoglaló |
| - | --------------- | ----------- | -------------- | ----------------------- | ------------------- | ------------ |
| 1 | francia nagydíj | Reims-Gueux | Július 3.      | Manfred von Brauchitsch | Mercedes-Benz       | Összefoglaló |
| 2 | német nagydíj   | Nürburgring | Július 24.     | Richard Seaman          | Mercedes-Benz       | Összefoglaló |
| 3 | svájci nagydíj  | Bremgarten  | Augusztus 21.  | Rudolf Caracciola       | Mercedes-Benz       | Összefoglaló |
| 4 | olasz nagydíj   | Monza       | Szeptember 11. | Tazio Nuvolari          | Auto Union          | Összefoglaló |

### Egyéb versenyek
| Verseny                       | Helyszín       | Időpont       | Győztes versenyző     | Győztes konstruktőr | Összefoglaló |
| ----------------------------- | -------------- | ------------- | --------------------- | ------------------- | ------------ |
| paui nagydíj                  | Pau            | Április 10.   | René Dreyfus          | Delahaye            | Összefoglaló |
| Campbell Trophy               | Brooklands     | Április 18.   | Prince Bira           | ERA                 | Összefoglaló |
| corki nagydíj                 | Carrigrohane   | Április 23.   | René Dreyfus          | Delahaye            | Összefoglaló |
| tripoli nagydíj               | Mellaha        | Május 15.     | Hermann Lang          | Mercedes-Benz       | Összefoglaló |
| gáveai nagydíj                | Gávea          | Május 29.     | Arthur Nascimento Jr  | Alfa Romeo          | Összefoglaló |
| Grand Prix des Frontières     | Chimay         | Június 5.     | Maurice Trintignant   | Bugatti             | Összefoglaló |
| Rio de Janeiro-i nagydíj      | Gávea          | Június 12.    | Carlo Maria Pintacuda | Alfa Romeo          | Összefoglaló |
| Coppa Ciano                   | Montenero      | Augusztus 7.  | Hermann Lang          | Mercedes-Benz       | Összefoglaló |
| Coppa Acerbo                  | Pescara        | Augusztus 15. | Rudolf Caracciola     | Mercedes-Benz       | Összefoglaló |
| Junior Car Club 200 mile race | Brooklands     | Augusztus 27. | Johnny Wakefield      | ERA                 | Összefoglaló |
| Mountain Championship         | Brooklands     | Október 15.   | Raymond Mays          | ERA                 | Összefoglaló |
| doningtoni nagydíj            | Donington Park | Október 22.   | Tazio Nuvolari        | Auto Union          | Összefoglaló |

## Végeredmény
| Poz. | Versenyző               | FRA | GER | SUI | ITA | Pont |
| ---- | ----------------------- | --- | --- | --- | --- | ---- |
| 1    | Rudolf Caracciola       | 2   | 2   | 1   | 3   | 8    |
| 2    | Manfred von Brauchitsch | 1   | Ret | 3   | Ret | 15   |
| 3    | Hermann Lang            | 3   | Ret | 10  | Ret | 17   |
| 4    | Richard Seaman          |     | 1   | 2   | Ret | 18   |
| 5    | Tazio Nuvolari          |     | Ret | 9   | 1   | 20   |
| =    | Hans Stuck              |     | 3   | 4   | Ret | 20   |
| =    | Hermann Paul Müller     |     | 4   | Ret | Ret | 20   |
| 8    | Giuseppe Farina         |     | Ret | 5   | 2   | 21   |
| 9    | René Dreyfus            |     | 5   | 8   |     | 24   |
| =    | Pietro Ghersi           |     | 8   |     | 5   | 24   |
| 11   | Jean-Pierre Wimille     | Ret |     | 7   | Ret | 25   |
| 12   | Piero Taruffi           |     | Ret | 6   | Ret | 26   |
| 13   | Clemente Biondetti      |     | Ret |     | 4   | 27   |
| 14   | René Carrière           | 4   |     |     |     | 28   |
| =    | Christian Kautz         | Ret |     | Ret | Ret | 28   |
| =    | Rudolf Hasse            | Ret | Ret |     |     | 28   |
| =    | Paul Pietsch            |     | 6   |     |     | 28   |
| =    | Renato Balestrero       |     | 7   |     |     | 28   |
| =    | Franco Cortese          |     | 9   |     |     | 28   |
| =    | Raph                    |     |     | 11  |     | 28   |
| =    | Emilio Romano           |     |     | 12  |     | 28   |
| =    | Max Christen            |     |     | 13  |     | 28   |
| =    | Edoardo Teagno          |     |     | 14  |     | 28   |
| 24   | Philippe Étancelin      | Ret |     |     |     | 29   |
| =    | Arthur Hyde             |     | Ret |     |     | 29   |
| 26   | Adolfo Mandirola        |     |     | Ret |     | 30   |
| =    | Giovanni Minozzi        |     |     | Ret |     | 30   |
| =    | Luigi Villoresi         |     |     |     | Ret | 30   |
| =    | Goffredo Zehender       |     |     |     | Ret | 30   |
| =    | Vittorio Belmondo       |     |     |     | Ret | 30   |
| 31   | Eugène Chaboud          | Ret |     |     |     | 31   |
| =    | Toulo de Graffenried    |     | Ret |     |     | 31   |
| =    | Franco Comotti          |     | Ret |     |     | 31   |
| =    | Herbert Berg            |     | Ret |     |     | 31   |
| =    | Sztriha István          |     |     | Ret |     | 31   |
| 36   | Carlo Felice Trossi     |     |     |     | DSQ | 32   |
| Poz. | Versenyző               | FRA | GER | SUI | ITA | Pont |

| Szín   | Eredmény                                                | Pont |
| ------ | ------------------------------------------------------- | ---- |
| Arany  | Győztes                                                 | 1    |
| Ezüst  | 2. helyezett                                            | 2    |
| Bronz  | 3. helyezett                                            | 3    |
| Zöld   | Teljesítette a verseny több, mint 75%-át                | 4    |
| Kék    | 50 és 75% között teljesítette a versenytávot            | 5    |
| Lila   | 25 és 50% között teljesítette a versenytávot            | 6    |
| Piros  | A versenytávnak csak kevesebb, mint 25%-át teljesítette | 7    |
| Fekete | Diszkvalifikálták (DSQ, Kiz)                            | 8    |
| Fehér  | Nem indult (DNS, NI)                                    | 9    |